# Sorn Seavmey
Sorn Seavmey (Phnom Penh, 14 de setembro de 1995) é uma lutadora de taekwondo do Camboja. Entrou para a história por ter sido a primeira atleta do país a ganhar um ouro nos Jogos Asiáticos e a se classificar para os Jogos Olímpicos por mérito próprio.
Em 2014, aos 19 anos, participou dos Jogos Asiáticos de Incheon, e conquistou o primeiro ouro do Camboja na competição. Com isso, se classificou para os Jogos Olímpicos do Rio, em 2016. No Rio de Janeiro, Mey foi a porta-bandeira do país e perdeu nas oitavas de final.